# Lake St. Martin
Lake St. Martin är en sjö i Kanada.   Den ligger i provinsen Manitoba, i den sydöstra delen av landet, 1 800 km väster om huvudstaden Ottawa. Lake St. Martin ligger 241 meter över havet. Arean är 379 kvadratkilometer. Den sträcker sig 40,9 kilometer i nord-sydlig riktning, och 30,8 kilometer i öst-västlig riktning.
Trakten runt Lake St. Martin är nära nog obefolkad, med mindre än två invånare per kvadratkilometer.